# Seznam pražských sídlišť

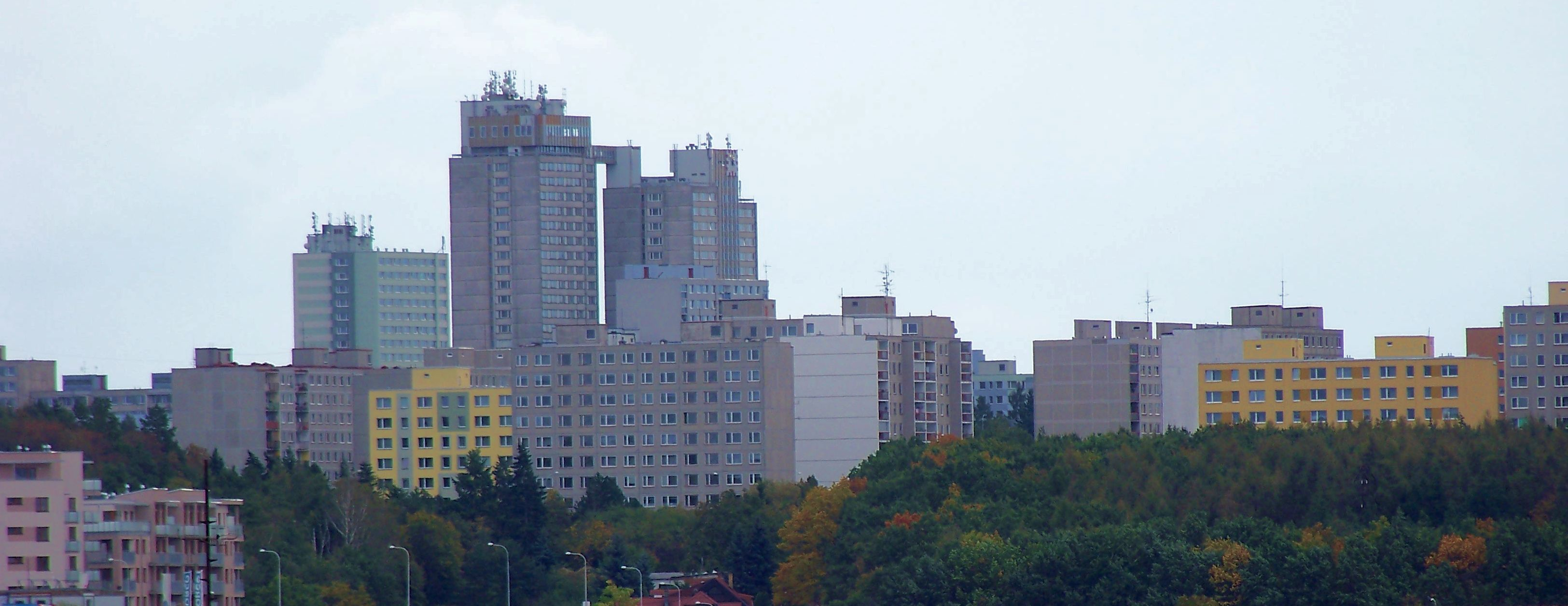
Sídliště Jižní Město

Seznam pražských sídlišť představuje chronologický přehled výstavby sídlišť v Praze v období po druhé světové válce do počátku 90. let 20. století, kdy se dokončovaly projekty z období totality. Od 60. let se jednalo vesměs o panelové domy.

## Přehled sídlišť v hlavním městě
| Chronologických přehled výstavby pražských sídlišť | Chronologických přehled výstavby pražských sídlišť | Chronologických přehled výstavby pražských sídlišť | Chronologických přehled výstavby pražských sídlišť         | Chronologických přehled výstavby pražských sídlišť | Chronologických přehled výstavby pražských sídlišť | Chronologických přehled výstavby pražských sídlišť                                                                                       |
| Pořadí                                             | Datum realizace                                    | Název                                              | Architekti                                                 | Projekt                                            | Vybavení | Poznámky |
| -------------------------------------------------- | -------------------------------------------------- | -------------------------------------------------- | ---------------------------------------------------------- | -------------------------------------------------- | --- | --- |
| 1.                                                 | 1947–1949                                          | Jeremenkova 1. etapa                               |                                                            |                                                    | | |
| 2.                                                 | 1947–1948                                          | Kobylisy 1. etapa                                  |                                                            |                                                    | rodinné domky a řadové objekty | |
| 3.                                                 | 1947–1949                                          | Solidarita                                         | František Jech, Hanuš Mayer, Karel Štorch                  | 1946–1947                                          | | dvanáctipodlažní hotel Solidarita (čp. 2081/14) byl dostavěn teprve v roce 1962 podle projektu A. a L. Machoňových                       |
| 4.                                                 | 1947–1948                                          | Vršovice I. etapa                                  |                                                            |                                                    | | |
| 5.                                                 | 1952–1954                                          | Vršovice II. etapa                                 |                                                            |                                                    | | |
| 6.                                                 | 1954–1957                                          | Herálecká                                          |                                                            |                                                    | | |
| 7.                                                 | 1957–1960                                          | Antala Staška                                      | Jaroslav Pelc                                              | 1953–1954                                          | 1248 bytových jednotek pro 3700 obyvatel | pro výstavbu byly poprvé v Praze použity typy panelové konstrukce domů G 40                                                              |
| 8.                                                 | 1957–1960                                          | Průběžná                                           | J. Růžička                                                 |                                                    | 1400 bytových jednotek pro 4500 obyvatel | |
| 9.                                                 | 1958–1960                                          | Rybníčky I, II                                     | Miloslav Hudec                                             |                                                    | 1051 bytových jednotek pro 3000 obyvatel | |
| 10.                                                | 1959–1962                                          | Chmelnice                                          |                                                            |                                                    | | |
| 11.                                                | 1959–1963                                          | Jarov                                              |                                                            |                                                    | | |
| 12.                                                | 1959–1960                                          | Jeremenkova 2. etapa                               |                                                            |                                                    | | |
| 13.                                                | 1959–1965                                          | Petřiny                                            | V. Mixa, E. Benda                                          |                                                    | 6170 bytových jednotek pro 13200 obyvatel; budova Výzkumného ústavu makromolekulární chemie AV ČR (tehdy ČSAV, čp. 1888); obchodní dům (čp. 1945); hotel (čp. 392)         | |
| 14                                                 | 1959–1964                                          | Vršovice 5. etapa                                  |                                                            |                                                    | | |
| 15.                                                | 1960–1972                                          | Červený vrch                                       | Milan Jarolím                                              |                                                    | 2697 bytových jednotek pro 9800 obyvatel; restaurace Drancy; obchodní dům                                                                                                  | |
| 16.                                                | 1960–1965                                          | Invalidovna                                        | Josef Polák, Vojtěch Šalda                                 | 1958–1960                                          | 1274 bytových jednotek pro 4200 obyvatel, hotel (čp. 577) | |
| 17.                                                | 1961–1965                                          | Hloubětín                                          | Miloslav Hudec, Josef Polák a Karel Štefec                 |                                                    | rozloha 22,9 hektarů; 33 objektů; 1724 bytových jednotek pro 5400 obyvatel                                                                                                 | |
| 18.                                                | 1961–1966                                          | Malešice                                           | J. Růžička                                                 |                                                    | 4635 bytových jednotek pro 15100 obyvatel | |
| 19.                                                | 1961–1965                                          | Michelská                                          | A. Véle                                                    |                                                    | 1680 bytových jednotek pro 5300 obyvatel | |
| 20.                                                | 1961–1967                                          | Spořilov II                                        | J. Holeček, J. Krákora                                     |                                                    | 3667 bytových jednotek pro 15 tisíc obyvatel; budova polikliniky (čp. 2967), internát (čp. 2930)                                                                           | navázalo na starší vilovou zástavbu; v letech 1976–1981 dostavěno 288 bytových jednotek pro 880 obyvatel                                 |
| 21.                                                | 1962–1967                                          | Pankrác I                                          | J. Lasovský                                                |                                                    | všechna 3 sídliště mají celkem 3628 bytových jednotek pro 12100 obyvatel                                                                                                   | |
| 22.                                                | 1962–1967                                          | Pankrác II                                         | J. Lasovský                                                |                                                    | všechna 3 sídliště mají celkem 36228 bytových jednotek pro 12100 obyvatel                                                                                                  | |
| 23.                                                | 1962–1968                                          | Zahradní Město - východ                            | J. Hromas                                                  |                                                    | 3251 bytových jednotek pro 10800 obyvatel | |
| 24.                                                | 1963–1968                                          | Zahradní Město - západ                             | J. Hromas                                                  |                                                    | 1682 bytových jednotek pro 6400 obyvatel | |
| 25.                                                | 1964–1971                                          | Krč                                                | J. Kalous                                                  |                                                    | 3809 bytových jednotek pro 12800 obyvatel | |
| 26.                                                | 1964–1969                                          | Novodvorská                                        | Aleš Bořkovec, Vladimír Ježek                              |                                                    | 3691 bytových jednotek pro 12500 obyvatel | |
| 27.                                                | 1964–1971                                          | Prosek                                             | J. Růžička, Jiří Novotný, Z. Kotas, Z. Turzická, B. Kocián |                                                    | 9500 bytových jednotek pro 32 tisíc obyvatel; uprostřed sídliště devítihektarový Park přátelství, původně Park československo-sovětského přátelství podle projektu O. Kučy | součást Severního Města |
| 28.                                                | 1965–1972                                          | Na Úlehli                                          |                                                            |                                                    | | |
| 29.                                                | 1965–1968                                          | Pankrác III                                        | J. Lasovský                                                |                                                    | všechna 3 sídliště mají celkem 36228 bytových jednotek pro 12100 obyvatel                                                                                                  | |
| 30.                                                | 1967–1974                                          | Skalka                                             | P. Jícha                                                   |                                                    | 1779 bytových jednotek pro 5700 obyvatel | |
| 31.                                                | 1969–1975                                          | Ďáblice                                            | Viktor Tuček                                               |                                                    | 9500 bytových jednotek pro 27 tisíc obyvatel | |
| 32.                                                | 1969–1974                                          | Hornoměcholupská (Měcholupská)                     | J. Prek                                                    |                                                    | 2077 bytových jednotek pro 6200 obyvatel | |
| 33.                                                | 1969–1973                                          | Kobylisy 2. etapa                                  | J. Krákora                                                 |                                                    | 2100 bytových jednotek pro 7500 obyvatel | součást Severního Města |
| 34.                                                | 1971–1981                                          | Baba                                               | J. Holeček                                                 |                                                    | forma rodinného bydlení, 320 bytových jednotek pro 1500 obyvatel | |
| 35.                                                | 1971–1977                                          | Homolka                                            | V. Hladík                                                  |                                                    | 877 bytových jednotek pro 2200 obyvatel | |
| 36.                                                | 1972–1980                                          | Bohnice                                            | Václav Havránek                                            |                                                    | 9567 bytových jednotek a 146 rodinných domků pro 33 tisíc obyvatel; hotel, obchodní dům; domov důchodců                                                                    | součást Severního Města |
| 37.                                                | 1972–1975                                          | Lehovec (původně Kyje-Lehovec)                     | Vladimír Machonin                                          |                                                    | 818 bytových jednotek pro 2600 obyvatel | jako sídliště Lehovec je označováno i sousední sídliště Poděbradská z 2. poloviny 80. let                                                |
| 38.                                                | 1973–1983                                          | Jižní Město I (Jižní Město-východ)                 | Jiří Lasovský, Jan Zelený, Jan Krásný                      |                                                    | 20882 bytových jednotek pro 69 tisíc obyvatel | součástí je Sídliště Háje, Sídliště Opatov, Sídliště Litochleby                                                                          |
| 39.                                                | 1973–1977                                          | Lhotka-Tempo                                       | B. Vinš                                                    |                                                    | 733 bytových jednotek pro 2400 obyvatel | |
| 40.                                                | 1973–1977                                          | Podbělohorská                                      | S. Hubička                                                 |                                                    | 50 rodinných domků a 164 bytových jednotek pro 990 obyvatel | mezi ulicemi Podbělohorská a zeleným pásem Petřín-Bílá hora                                                                              |
| 41.                                                | 1974–1983                                          | Letňany                                            | G. Šindelka, A. Pešta                                      |                                                    | 1470 bytových jednotek pro 4200 obyvatel | |
| 42.                                                | 1974–1983                                          | Lhotka-Libuš                                       | Z. Průša                                                   |                                                    | 6871 bytových jednotek pro 20700 obyvatel; komplex vysoké školy Sboru národní bezpečnosti                                                                                  | |
| 43.                                                | 1974–1978                                          | Vršovice 6. etapa (Vlasta)                         |                                                            |                                                    | | |
| 44.                                                | 1976–1986                                          | Čimice                                             | B. Stuchlý                                                 |                                                    | 2099 bytových jednotek pro 7000 obyvatel | součást Severního Města |
| 45.                                                | 1978–1982                                          | Černý Most I                                       | Miroslav Vajzr                                             |                                                    | 1784 bytových jednotek pro 5300 obyvatel | |
| 46.                                                | 1979–1987                                          | Jihozápadní Město I                                | Ivo Oberstein, Milan Klíma, Václav Valtr, E. Kosová        |                                                    | 266 hektarů; 23070 bytových jednotek pro 79000 obyvatel | součástí je Sídliště Stodůlky, Lužiny, Velká Ohrada, Nové Butovice, Dívčí Hrady                                                          |
| 47.                                                | 1979–1983                                          | Na Dědině                                          | K. Koucký                                                  |                                                    | 2823 bytových jednotek pro 8500 obyvatel | |
| 48.                                                | 1979–1982                                          | Na Košíku (Košík)                                  | M. Blahut                                                  |                                                    | 1654 obytných jednotek pro 5000 obyvatel | |
| 49.                                                | 1979–1984                                          | Písnice                                            | J. Hančl, A. Šulc                                          |                                                    | 3358 bytových jednotek pro 10 tisíc obyvatel | na sídliště navazoval komplex závodu Masného průmyslu                                                                                    |
| 50.                                                | 1980–1985                                          | Horní Měcholupy (Měcholupy-Petrovice)              | J. Šedivý, V. Tuček                                        |                                                    | 6063 bytových jednotek pro 26 tisíc obyvatel | |
| 51.                                                | 1980–1986                                          | Modřany-Komořany                                   | J. Kalous                                                  |                                                    | 9015 bytových jednotek pro 28500 obyvatel | |
| 52.                                                | 1980–1983                                          | Řepy I, II                                         | P. Frolík, L. Kepka                                        |                                                    | 6973 bytových jednotek pro 23 tisíc obyvatel | |
| 53.                                                | 1981–1986                                          | Barrandov                                          | G. Čelechovský                                             |                                                    | 8489 bytových jednotek pro 29700 obyvatel | |
| 54.                                                | 1981–1986                                          | Jižní Město II (Jižní Město-západ)                 | J. Zelený, Vítězslava Rothbauerová, J. Thomasová           |                                                    | 9003 bytových jednotek pro 31 tisíc obyvatel | součástí je Sídliště Horní Roztyly, Sídliště Chodov (původně Horní Kunratice), poslední etapa Flora podle původního projektu nepostavena |
| 55.                                                | 1985–?                                             | Černý Most II                                      |                                                            |                                                    | | projekt po pádu komunismu podle původních plánů nedokončen                                                                               |
| 56.                                                | 1985–1990                                          | Poděbradská                                        | Ladislav Sosna, Ivan Hnízdil                               |                                                    | | projekt po pádu komunismu nedokončen, splynulo se sousedním sídlištěm, proto je označováno jako Lehovec                                  |